# 中川芳江
中川 芳江（なかがわ よしえ、1886年2月10日 - 1953年4月7日）は、明治末期・大正・昭和初期にかけての日本の女優。夫は映画監督の賀古残夢。妹は女優の小松みどり。改姓後の本名は賀古 芳子（かこ よしこ）。旧姓は谷。

## 人物・経歴
東京府小石川区（現、東京都文京区）出身。もともとは舞台女優で、1911年（明治44年）東京真砂座の女優劇に出演し、翌年京都大正座に出演。その後映画にも進出し1920年（大正9年）に松竹蒲田撮影所に夫の賀古残夢とともに入社。さらにその後マキノ映画製作所、東亜キネマへ移籍する。映画出演作は多く、母親役、老婆役が多いのが特徴。特に夫の賀古や衣笠貞之助ら有名監督の信頼は厚かった。1940年（昭和15年）に引退。

## 映画
1921年
- 『ゆく雲』（監督：田原宇一郎）
- 『一太郎やあい』（監督：池田義臣）
- 『生存の為に』（監督：牛原虚彦）

1922年
- 『片羽鳥』（監督：池田義臣）
- 『海の極みまで』（監督：賀古残夢）
- 『野の花』（監督：賀古残夢）
- 『大西郷の死』（監督：賀古残夢）
- 『運命の子』（監督：島津保次郎）
- 『月魄』（監督：賀古残夢）
- 『火華』（監督：賀古残夢）
- 『白鳥の死』（監督：賀古残夢）
- 『底なしの湖』（監督：賀古残夢）
- 『噫新高』（監督：島津保次郎）
- 『復讐者』（監督：賀古残夢）

1923年
- 『小羊』（監督：賀古残夢）
- 『親なき雀』（監督：松本英一）- お柳

1924年
- 『忠と孝　第一篇　烈女お初』（監督：沼田紅緑）- 尾上
- 『侍甚七捕物帳』（監督：後藤秋声）- お定
- 『恋の猟人』（監督：二川文太郎）- よし子
- 『愛の牢獄』（監督：阪田重則）
- 『恋とはなりぬ』（監督：衣笠貞之助）
- 『血に狂ふ者』（監督：金森万象）
- 『或る兄弟と城主』（監督：仁科熊彦）- お房

1925年
- 『邪宗門の女』（監督：衣笠貞之助）
- 『殺生村正』（監督：沼田紅緑）- お藤
- 『江戸怪賊伝　影法師』前篇/後篇（監督：二川文太郎）- 母
- 『恋と武士』（監督：衣笠貞之助）
- 『無宿者伝八』（監督：沼田紅緑）- お谷
- 『春怨』（監督：賀古残夢）
- 『盲目の使者』（監督：賀古残夢）
- 『哀愁の丘』（監督：賀古残夢）
- 『孝女白菊』（監督：賀古残夢）
- 『並木路寂し』（監督：賀古残夢）
- 『磯の仇浪』（監督：細山喜代松）
- 『漁村の秋』（監督：賀古残夢）- お吉
- 『村の悲劇』（監督：賀古残夢）

1926年
- 『狂つた一頁』（監督：衣笠貞之助）- 妻
- 『照る日くもる日』第二篇（監督：衣笠貞之助）- お才

1927年
- 『鬼あざみ』（監督：衣笠貞之助）- お半
- 『勤王時代』（監督：衣笠貞之助）- おかん婆
- 『破れ編笠』（監督：犬塚稔）- お藤
- 『暁の勇士』（監督：衣笠貞之助）- おげん婆

1928年
- 『京洛秘帖』（監督：衣笠貞之助）
- 『海国記』（監督：衣笠貞之助）- お妙
- 『風雲城史』（監督：山崎藤江）- 節女
- 『長恨夜叉』（監督：衣笠貞之助）- 佐和
- 『大瀬半五郎』（監督：星哲郎）
- 『十字路』（監督：衣笠貞之助）- 女を売る婆
- 『夜の裏町』（監督：冬島泰三）
- 『塙保己一』（監督：友成用三）

1929年
- 『徳川天一坊』（監督：小石栄一）
- 『仇討ばやり』（監督：竹内俊一）
- 『曲る刃』（監督：石山稔）
- 『盆槍権兵衛』（監督：中根龍太郎）
- 『箕輪心中』（監督：服部静夫）- お時
- 『妖魔綺譚』（監督：星哲六）- 寺院の老婆

1930年
- 『森蘭丸』（監督：星哲六）
- 『赭土』（監督：冬島泰三）
- 『冬木心中』（監督：冬島泰三）- お政
- 『浪花かがみ』（監督：小石栄一）
- 『浪花かがみ』（監督：井上金太郎）

1931年
- 『かごや大納言』（監督：二川文太郎）- やり手婆
- 『毒草』（監督：曽根純三）- お源
- 『唐人お吉』（監督：衣笠貞之助）
- 『だんまり嘉助』（監督：広瀬五郎）- おねい

1932年
- 『足軽は強いぞ』（監督：広瀬五郎）- お咲
- 『和蘭蛇囃子』（監督：星哲六）- せつの養母
- 『忠臣蔵』前篇/後篇（監督：衣笠貞之助）- 七兵衛七の母親くに

1933年
- 『捕物時雨傘』（監督：星哲六）
- 『旅枕一本差し』（監督：星哲六）
- 『侠艶録』（監督：木村恵吾）- おくら

1934年
- 『月形半平太』（監督：冬島泰三）- お源
- 『一本刀土俵入り』（監督：衣笠貞之助）- 我孫子屋のおかみ
- 『旅烏けんか友達』（監督：星哲六）

1935年
- 『平五郎兄弟』（監督：冬島泰三）- 勝巳屋女将
- 『雪之丞変化』第一篇/第二篇（監督：衣笠貞之助）- おさん婆
- 『かごや判官』（監督：冬島泰三）- おます
- 『蹴手繰り音頭』前篇/後篇（監督：井上金太郎）- 木賃宿の女房

1936年
- 『雪之丞変化』解決篇（監督：衣笠貞之助）- おさん婆
- 『藤馬は強い』（監督：古野英治）- 母

1937年
- 『不知火若衆』（監督：星哲六）- 怪しい老婆
- 『伝平追討ち』（監督：古野栄作）

1939年
- 『吉野勤王党』（監督：森一生）- 佐和
- 『三十三間堂の由来　お柳怨霊』（演出：仁科紀彦）- 深雪
- 『残菊物語』（総監督：白井信太郎、監督：溝口健二）- 茶店の婆

1940年
- 『忠次と頑銕』（監督：星哲六）- 治三郎の母